# Костенко Юрій Іванович
Ю́рій Іва́нович Косте́нко (нар. 12 червня 1951, Нова Ободівка, Вінницька область, УРСР) — український політик. Голова Української Народної Партії з грудня 1999 року. Кандидат технічних наук (1986)

## Біографія
Народився 12 червня 1951 року у селищі Нова Ободівка Ободівського району (нині Тростянецького району) Вінницької області.
У 1973 році закінчив механічно-металургійний факультет Запорізького машинобудівного інституту за спеціальністю інженер-технолог з обладнання і технології зварювального виробництва, у 1985 році — аспірантуру Інституту електрозварювання імені Євгена Патона НАН України.
Кандидатська дисертація «Плазмова обробка металів» (1986).
- 1973–1978 — інженер, молодший науковий працівник;
- 1978–1982 — старший інженер дослідного конструкторсько-технологічного бюро;
- З 1982 року — аспірант, молодший науковий працівник;
- 1988–1990 — науковий працівник лабораторії нових технологічних процесів Інституту електрозварювання імені Євгена Патона НАН України;
- 1990–1994 — народний депутат України I скликання;
- Березень 1990 — жовтень 1992 року — заступник голови, з жовтня 1992 року — член Комісії з питань екології.

Входив до Народної Ради.
З жовтня 1992 року — Міністр охорони навколишнього природного середовища України.
1994–1995 — Народний депутат України II скликання, член Комісії з питань ядерної політики та безпеки. Член депутатської фракції НРУ.
3 липня 1995 — 8 травня 1998 року — міністр охорони навколишнього природного середовища та ядерної безпеки України. Був членом ради СБУ, членом Ради національної безпеки при Президентові України, членом Ради національної безпеки і оборони України з серпня 1996 по вересень 1998 року, членом Комісії з питань ядерної політики і екологічної безпеки при Президентові України з грудня 1997 по липень 2000 року, членом Державної комісії з проведення в Україні адміністративної реформи з липня 1997 по липень 2001 року. 4 жовтня 1997 року у Відні на сесії Генеральної конференції МАГАТЕ підписав від імені уряду України Конвенцію про безпеку поводження з радіоактивними відходами та відпрацьованим паливом.
1998–2002 — народний депутат України III скликання. (НРУ, № 5 в списку). Заступник голови Комітету з питань паливно-енергетичного комплексу, ядерної політики та ядерної безпеки з липня 1998 року.
Член фракції «Наша Україна» з травня 2002 року, заступник керівника фракції з червня 2002 року, член Комітету з питань паливно-енергетичного комплексу, ядерної політики та ядерної безпеки з червня 2002 року, член Постійної делегації ВР України в ПАРЄ з червня 2002 року.
Кандидат у Президенти України на виборах 1999 року.
Народний депутат України IV скликання з квітня 2002 року від блоку Ющенка «Наша Україна».
Очолював тимчасову Комісію з питань розробки концепції національної безпеки, очолював спеціальну роботу депутатської групи з підготовки до ратифікації Договору про скорочення стратегічних наступальних озброєнь, брав участь у роботі тимчасової Комісії з розслідування дій посадових осіб під час ДКНС, очолював українську делегацію на переговорах з Росією з проблем ядерного роззброєння.

## Партійна діяльність
Член Руху з 1989 року.
1991–1992 — голова Київської крайової організації Народний Рух України.
Заступник голови Народного Руху України з травня 1998 по лютий 1999 року.
1999, лютий — обраний головою Українського Народного Руху.
1999, 18 грудня — на установчому з'їзді партії обраний головою партії Український Народний Рух.
2003, січень — на IV з'їзді Українського Народного Руху, під час якого було ухвалено рішення про нову назву партії — Українська Народна Партія — обрано головою УНП.

## Публікаційна діяльність
У вересні 2015 року видавництво «Ярославів Вал» опублікувало монографію Костенка «Історія ядерного роззброєння України». Книга найбільш інформативно представляє процес ядерного роззброєння України у контексті становлення Української держави у перші роки незалежності. Історія викладена за хронологією ухвалення усіх рішень (включно із закритими) парламенту, уряду, президента щодо ядерного роззброєння, а також публікацій у західних, російських та українських ЗМІ і невідомих загалові фактів про кулуарну частину політичної боротьби між проукраїнською та прокремлівською частинами української влади. Книга дає вичерпну відповідь на запитання, яке стало особливо актуальним після початку військової агресії Росії проти України у 2014 році: «Хто винен, що Україна віддала ядерну зброю без надійних гарантій національної безпеки?»
Невдовзі після було проведено серію презентацій, зокрема, у місті Києві (14-й Київський книжковий ярмарок «Медвін», Київський міський будинок учителя, Український кризовий медіа-центр, НТУУ «Київський політехнічний інститут імені Ігоря Сікорського»), Полтаві (Полтавський національний педагогічний університет імені Володимира Короленка), Рівному (Рівненський державний гуманітарний університет), Львові (Львівський національний університет імені Івана Франка, «Форум видавців у Львові»), Ужгороді (Ужгородський національний університет), Чернівцях), Івано-Франківську (Народний дім «Просвіта»), Тернополі (Тернопільський національний технічний університет імені Івана Пулюя), Миколаєві (Миколаївська обласна державна адміністрація), Одесі (Одеський університет ім. Мечникова).
У грудні 2020 року Інститут українських студій Гарвардського університету переклав книгу Костенка «Історія ядерного роззброєння України» англійською.

## Відзнаки, почесні звання
- Нагороджений Почесною грамотою Київського міськвиконкому за участь в рятувальних роботах у м. Спітак (Вірменія), Почесною відзнакою Президента України (серпень 1996 р.), вищим орденом Португалії (1998).
- Член Всесвітньої академії мистецтв і науки.
- Майстер спорту з альпінізму[27][28][29]

## Інше
- Автор понад 35-ти наукових робіт